# Bryopolia extrita
Bryopolia extrita är en fjärilsart som beskrevs av George Francis Hampson 1906. Bryopolia extrita ingår i släktet Bryopolia och familjen nattflyn. Inga underarter finns listade i Catalogue of Life.